# Șase vilaiete

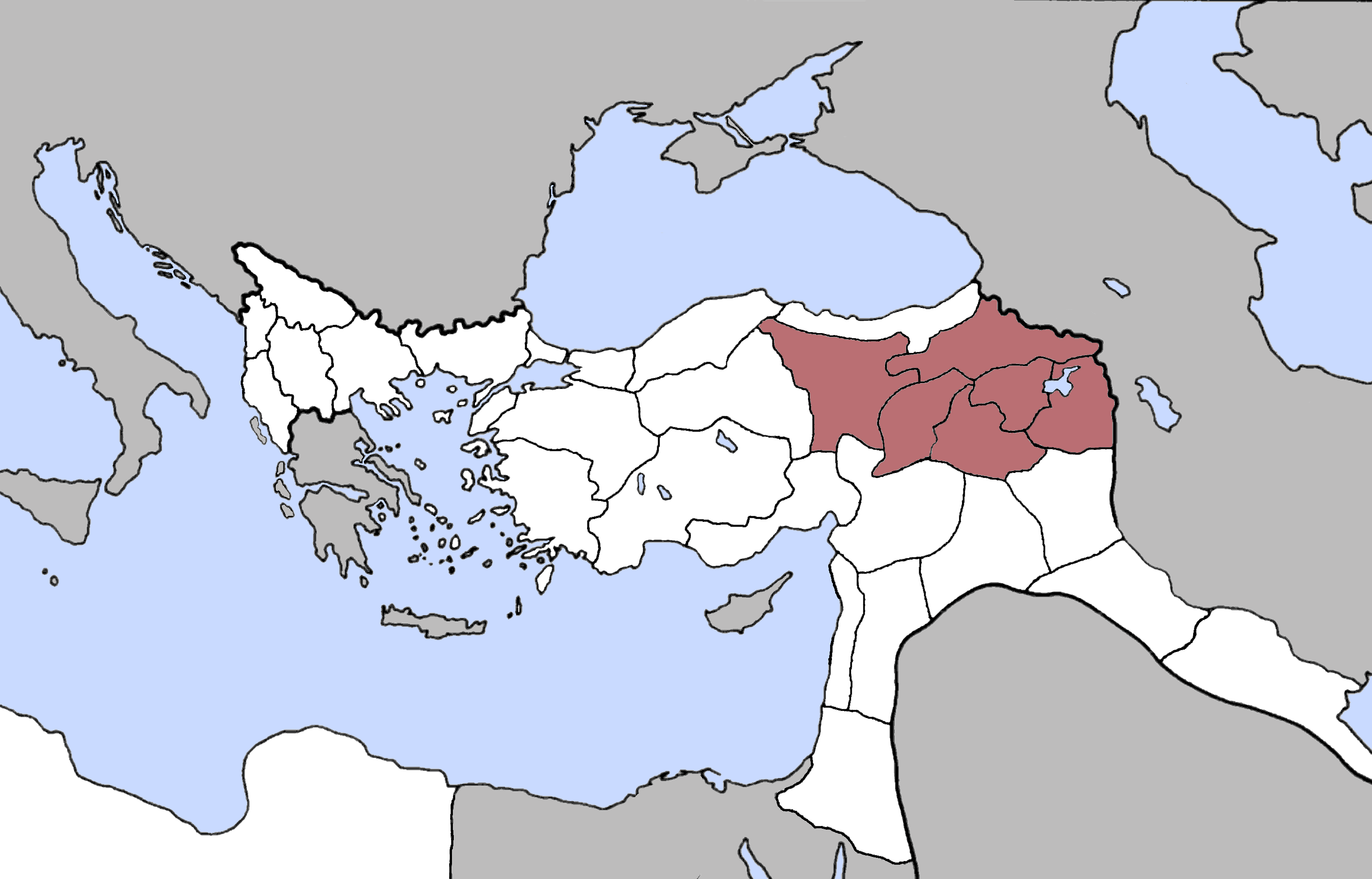
Cele șase vilaiete armene la începutul secolului al XX-lea

Cele șase vilaiete, șase provincii (în turcă otomană ولايت سته, transliterat Vilâyat-ı Sitte) sau cele șase vilaiete armenești (în armeană Վեց հայկական վիլայեթներ, transliterat: Vec’ haykakan vilayet’ner, în turcă Altı vilayet, Altı ili) au fost vilaietele (provinciile) Imperiului Otoman cu o populație armeană semnificativă: Bitlis, Diyarbekir, Erzurum, Mamuret-ul-Aziz, Sivas și Van.
Termenul Cele Șase Vilaiete era un termen folosit în limbajul diplomatic, și însemna vilaiete cu o populație armenească importantă. Diplomații europeni s-au referit adesea la cele șase vilaiete armenești în timpul Congresului de la Berlin din 1878.

## Populație

### Grupuri etnice

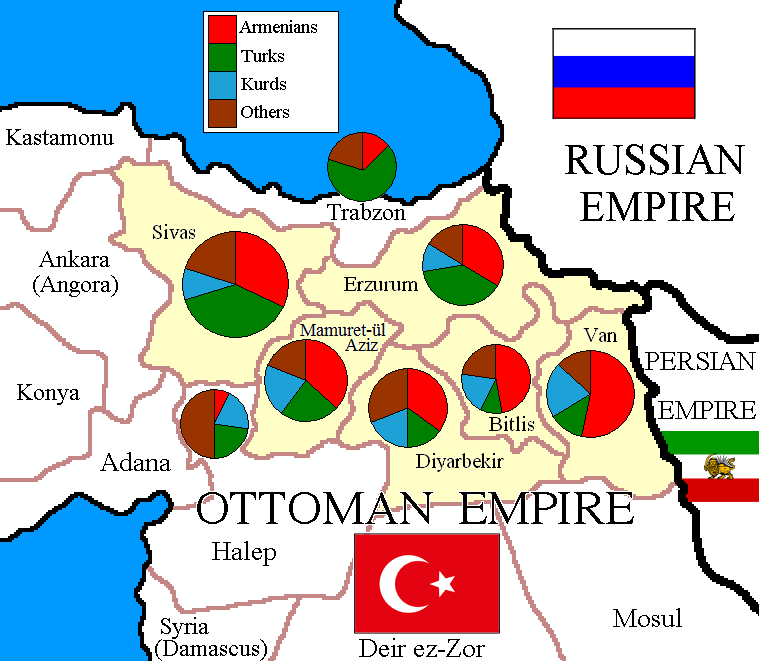
Harta etnică a celor șase vilaiete conform Patriarhiei Armene a Constantinopolului din 1912.

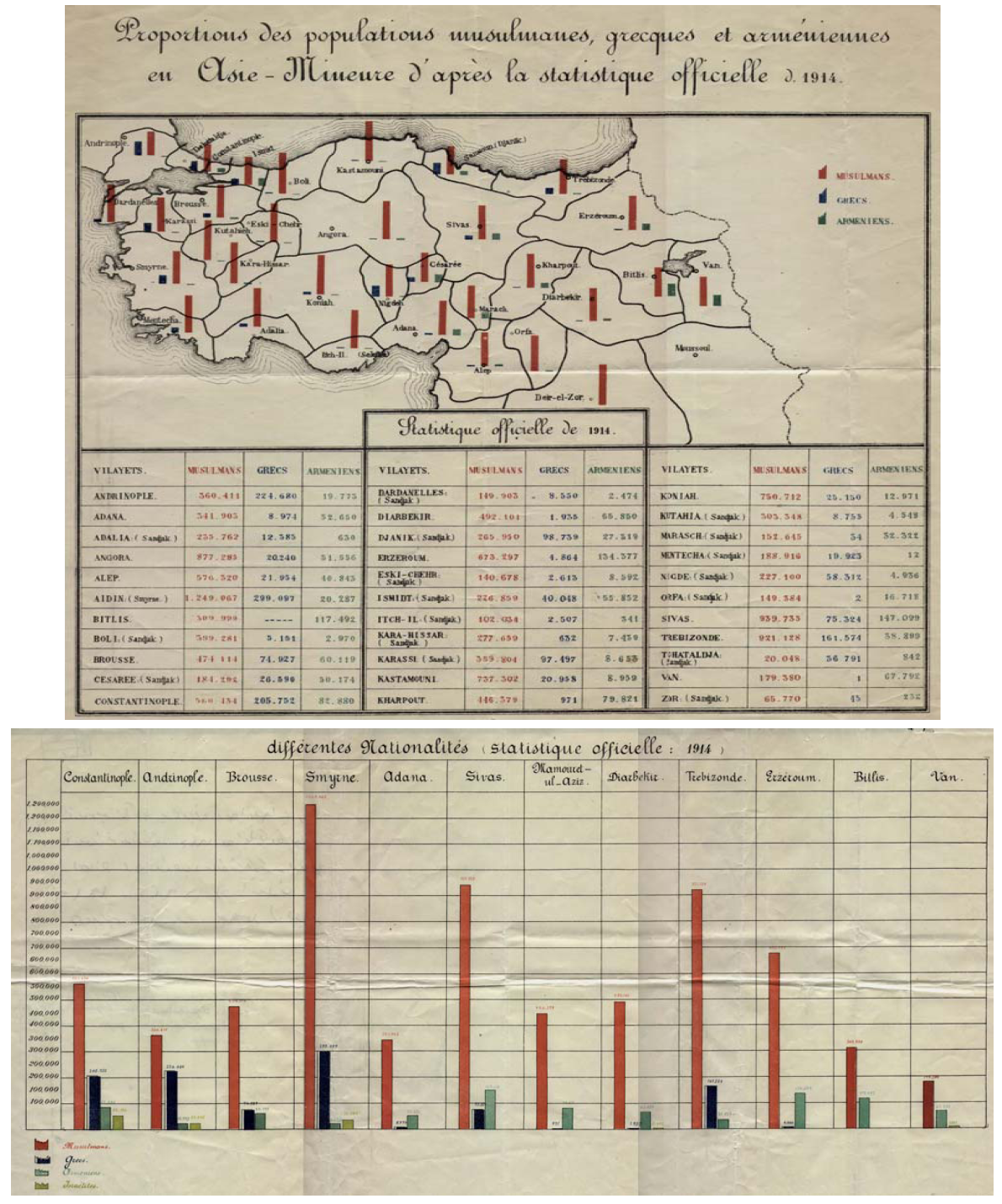
Populația armenească a Imperiului Otoman conform statisticilor oficiale ale populației din 1914.

Analiza statistică a grupurilor etnice din provinciile otomane de către Patriarhul Armean al Constantinopolului, 1912
Notă: Analiza exclude anumite porțiuni din aceste provincii în care armenii erau doar un element minor.
| Grupuri etnice | Bitlis  | Diyarbekir | Erzurum | Mamuret-ul-Aziz | Sivas   | Van     | TOTAL     | %    |
| Armeni | 180.000 | 105.000    | 215.000 | 168.000         | 165.000 | 185.000 | 1.018.000 | 38.9 |
| Turci1 | 48.000  | 72.000     | 265.000 | 182.000         | 192.000 | 47.000  | 806.000   | 30,8 |
| Kurzi2 | 77.000  | 55.000     | 75.000  | 95.000          | 50.000  | 72.000  | 499.000   | 19.1 |
| Altele3 | 30.000  | 64.000     | 48.000  | 5.000           | 100.000 | 43.000  | 290.000   | 11.1 |
| Total | 382.000 | 296.000    | 630.000 | 450.000         | 507.000 | 350.000 | 2.615.000 | 100  |
| 1 inclusiv Kizilbași 2 inclusiv Zaza 3 preponderent Asirieni (nestorieni, iacobiți, caldeeni), circasieni, greci, yazidiți, persani, lazi, romi |         |            |         |                 |         |         |           |      |

Statistici oficiale despre populația otomană, 1914
Notă: Statisticile populației otomane nu oferă informații pentru grupuri etnice musulmane separate, cum ar fi turcii, kurzii, cerchezii etc.
Statisticile oficiale ale populației otomane din 1914 care se bazau pe un recensământ anterior au subestimat numărul minorităților etnice, inclusiv numărul armenilor. Cifrele avansate de otomani nu defineau niciun grup etnic, ci doar religios. Așadar, în populația „armenească”, așa cum a fost numită de către autorități, nu erau contabilizați decât etnicii armeni care erau adepți ai Bisericii Apostolice Armene. Etnicii armeni care practicau credința musulmană, care până atunci crescuseră în număr, erau numiți doar „musulmani” (nu ca musulmani armeni ori armeni), în timp ce protestanții armeni, la fel ca grecii pontici, grecii din Caucaz și lazii, erau categorizați ca „alții”.
| Grupuri etnice | Bitlis  | Diyarbekir | Erzurum | Mamuret-ul-Aziz | Sivas     | Van     | TOTAL     | %    |
| Musulmani      | 309.999 | 492.101    | 673.297 | 446,376         | 939.735   | 179,380 | 3.040.888 | 79.6 |
| Armeni         | 119.132 | 65.850     | 136.618 | 87.862          | 151,674   | 67.792  | 628.928   | 16.5 |
| Alții          | 44,348  | 4.020      | 5.797   | 4.047           | 78.173    | 11.969  | 148.354   | 3.9  |
| TOTAL          | 473.479 | 561.971    | 815.712 | 538.285         | 1.169.582 | 259.141 | 3.818.170 | 100  |

Maps
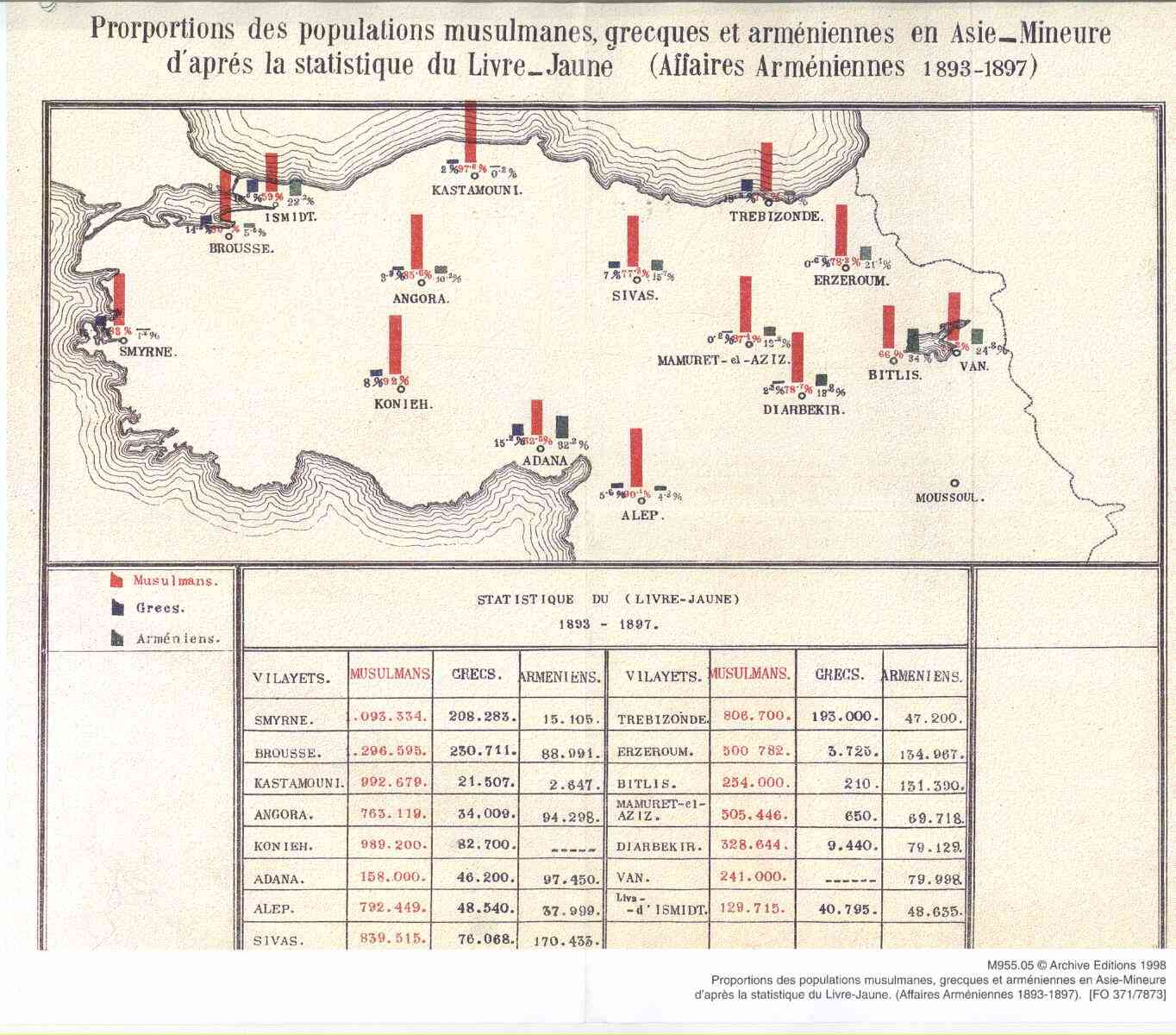
Anii 1893-96, populație armeană.
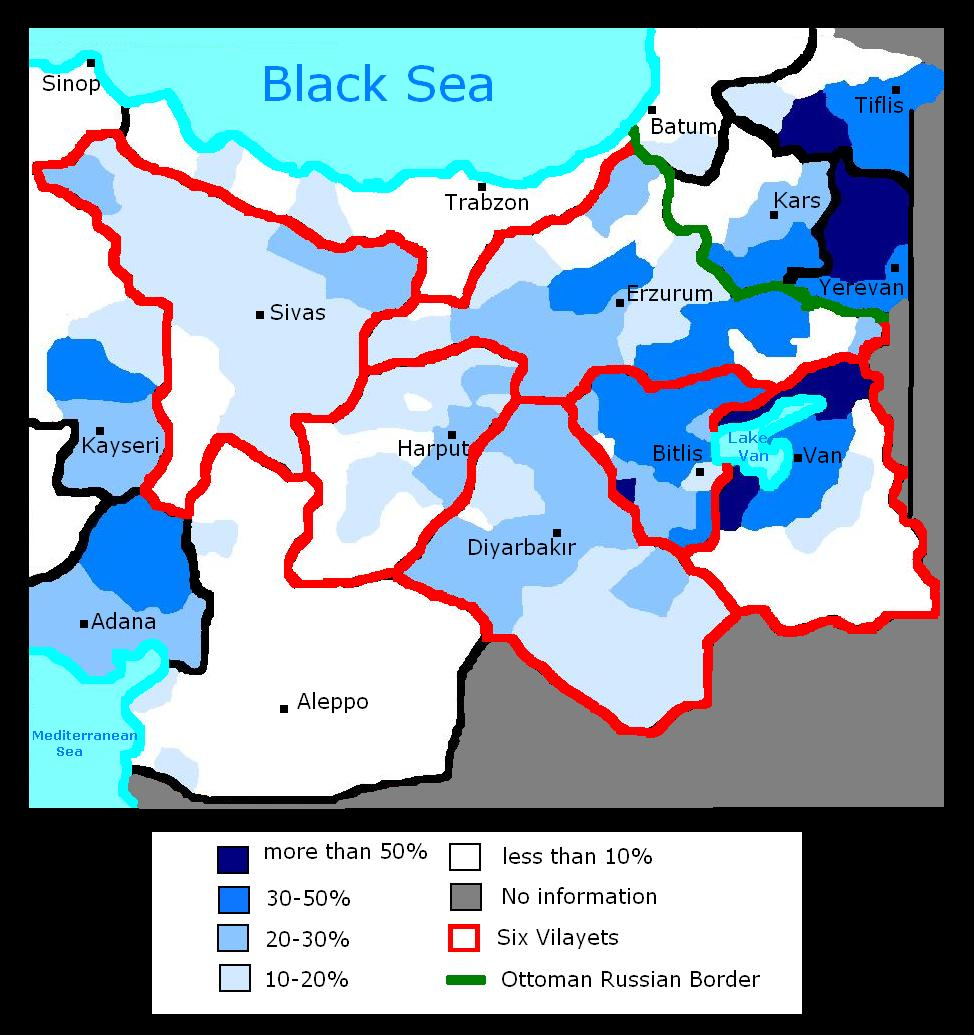
Populația armeană din cele șase vilaiete.

### Cele mai mari orașe
Toate cifrele sunt de la începutul secolului al XX-lea.
| Oraș       | Vilaiet                   | Populația | Armeni | %     |
| ---------- | ------------------------- | --------- | ------ | ----- |
| Van        | Vilaietul Van             | 40.000    | 25.000 | 62,5% |
| Sivas      | Vilaietul Sivas           | 60.000    | 30.000 | 50%   |
| Erzurum    | Vilaietul Erzurum         | 60.000    | 15.000 | 25%   |
| Mezereh    | Vilaietul Mamuret-ul-Aziz | 12.000    | 6.000  | 50%   |
| Bitlis     | Vilaietul Bitlis          | 30.000    | 7.000  | 23%   |
| Diyarbakır | Vilaietul Diyarbekir      | 150.000   | 45.000 | 33%   |
| Arapgir    | Vilaietul Mamuret-ul-Aziz | 20.000    | 10.000 | 50%   |
| Malatya    | Vilaietul Mamuret-ul-Aziz | 40.000    | 20.000 | 50%   |